# Königlich Preußische Staatsdruckerei
Die Königlich Preußische Staatsdruckerei war eine von 1852 bis 1879 bestehende, dem preußischen Staat unterstehende Institution, Vorgängerin der Reichsdruckerei.

## Geschichte
Nachdem Johann Wilhelm Wedding 1849 zum Techniker für die Anfertigung der von den preußischen Staatsbehörden und der preußischen Bank ausgegebenen Kassenanweisungen, Banknoten, Briefmarken und sonstiger geldwerter Papiere ernannt worden war, schlug er die Einrichtung eines eigenen Staatsinstituts zum Drucken dieser Papiere vor. Nach Überwindung vieler Schwierigkeiten wurde die Ausführung seiner Pläne genehmigt und dafür das Grundstück Oranienstraße 92/93 in Berlin erworben. Von 1849 bis 1851 wurde durch Gustav Emil Prüfer vermutlich nach einer Entwurfsskizze von Friedrich August Stüler ein Druckereigebäude erbaut. Am 30. April 1851 wurde dann die Königlich Preußische Staatsdruckerei gegründet und offiziell am 1. Juli 1852 eröffnet. Wedding wurde ihr erster Direktor. Das benachbarte Grundstück Nr. 94 wurde hinzu gekauft und von 1853 bis 1854 erfolgte nach Weddings Plänen der Ausbau der neuen Staatsdruckerei. 1861 wurde das Königlich lithografische Institut eingegliedert und es wurden auch Generalstabskarten gedruckt. 1866 erfolgte ein Ausbau der Druckerei unter der Leitung des stellvertretenden Direktors Carl Busse, der nach dem Tod Weddings im Jahr 1872 Direktor wurde. Ab 1871 druckte die Preußische Staatsdruckerei auch die Briefmarken und Banknoten für das gerade gegründete Deutsche Reich. Auf Bestreben des Generalpostmeisters Heinrich von Stephan, mit Unterstützung des Reichskanzlers Otto von Bismarck, wurde die Preußische Staatsbank in Reichseigentum überführt. Am 6. Juli 1879 wurde die Königlich Preußische Staatsdruckerei mit der Königlich Geheimen Ober-Hofbuchdruckerei von Decker zur Reichsdruckerei vereinigt, aus der nach dem Zweiten Weltkrieg die Bundesdruckerei hervorging.